# Erwachet!
Erwachet! (englisch Awake!) ist der deutschsprachige Titel einer viermonatlich weltweit erscheinenden, 16-seitigen Zeitschrift der Glaubensgemeinschaft der Zeugen Jehovas. Die Zeitschrift wird parallel zur Zeitschrift Der Wachtturm von der Watch Tower Bible and Tract Society of Pennsylvania herausgegeben. Die deutsche Ausgabe wird von der Wachtturm Bibel- und Traktat-Gesellschaft der Zeugen Jehovas in Selters/Taunus, gedruckt.
Der Bezug der Zeitschrift ist kostenfrei; die Produktion und Redaktion werden durch Spenden finanziert. Die Verbreitung erfolgt online auf der offiziellen Website der Glaubensgemeinschaft, in Königreichsälen und direkt durch die Mitglieder der Gemeinschaft im öffentlichen Raum und an den Haustüren.

## Geschichte

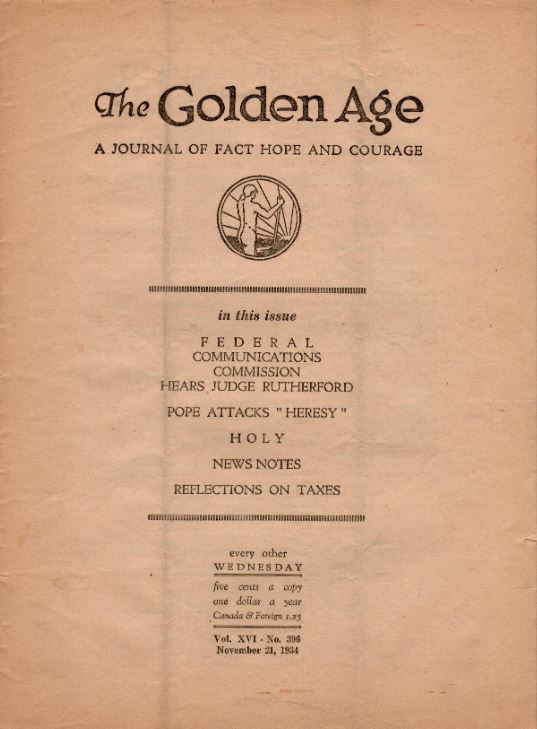
1919–1937
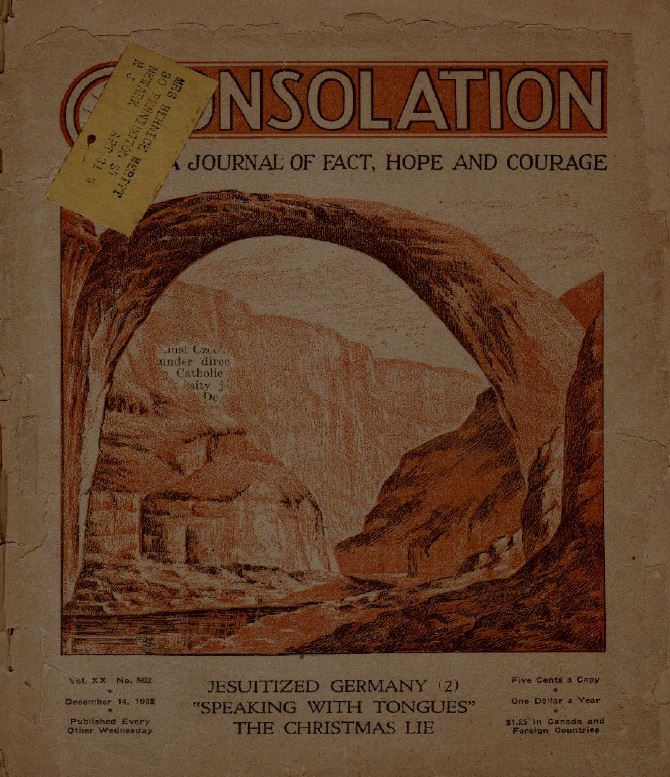
1937–1946

Die erste Ausgabe erschien 1919 (deutsch: 1922), zunächst unter dem Titel The Golden Age (deutsch: Das Goldene Zeitalter). 1937 wurde sie in Consolation umbenannt (deutsch: 1938 in Trost). 1946 erfolgte die Umbenennung in Awake! (deutsch: 1947 in Erwachet!), in Anlehnung an Röm 13,11 . Seit 1987 erscheint die Zeitschrift im Vierfarbdruck. Seit September 1991 werden alle Veröffentlichungen der Zeugen Jehovas kostenfrei an interessierte Leser abgegeben (letzter Preis von Erwachet! in Deutschland: 0,50 DM). Bis zur Ausgabe von Januar 2013 umfasste Erwachet! 32 Seiten, danach 16 Seiten. Bis einschließlich 2005 erschien die Zeitschrift halbmonatlich, bis zur Dezember-Ausgabe 2015 monatlich, ab 2016 zweimonatlich und seit 2018 viermonatlich.
2017 ließ sich ein deutscher Unternehmer den Namen „ERWACHET!“ als  Marke eintragen. Diese wurde 2019 auf Antrag Dritter wieder gelöscht.

## Inhalt
Erwachet! behandelt häufig allgemeine Themen aus den Bereichen Soziales, Sicherheit, Gesundheit, Religion, Zeitgeschehen und Naturwissenschaften, und erwähnt dazu die Lehrmeinung der Zeugen Jehovas. Seit 2018 wird in jeder Ausgabe nur mehr ein Thema behandelt. Die Autoren der Artikel werden seit 1942 nicht mehr namentlich genannt.

## Auflage und Verfügbarkeit
War Erwachet! früher schon, insbesondere für Blinde und Sehbehinderte, als Audiobook (Kassette, Audio-CD) in mehreren Sprachen erhältlich, werden seit 2010 alle neuen Ausgaben zum kostenlosen Download im offiziellen Online-Portal JW.org als E-Book (PDF, EPUB, RTF und Braille-BRL) sowie als Audiobook im MP3-Format in vielen Sprachen angeboten. Ebenso kann man Erwachet! in der App JW Library auf mobilen Medien oder online lesen. Eine Podcast-Funktion ist auf JW.org ebenfalls vorhanden.
Die Texte aller deutschsprachigen Ausgaben ab dem Erscheinungsjahr 1970 sind Bestandteil der Wachtturm Online-Bibliothek, die sämtliche neuere Publikationen von Jehovas Zeugen für Recherche- und Studienzwecke enthält.